# Blackbird (album Alter Bridge)
| Recensione | Giudizio |
| ---------- | -------- |
| AllMusic   |          |

Blackbird è il secondo album in studio del gruppo musicale statunitense Alter Bridge, pubblicato il 5 ottobre 2007 dalla Universal Republic.
L'album si è piazzato alla posizione numero 13 della Billboard 200 negli Stati Uniti d'America, vendendo 47 000 copie nella sua settimana di debutto. Nel Regno Unito ha debuttato alla posizione numero 37 della Official Albums Chart e alla seconda della Official Rock & Metal Chart. Al dicembre del 2008, l'album aveva venduto globalmente circa 227 000 copie.

## Antefatti
Il gruppo ha dichiarato nei primi mesi del 2006 che il processo di composizione dei brani era completo per due terzi. Intorno allo stesso periodo la formazione ha lasciato la Wind-up Records a causa delle pressioni fatte dell'etichetta per una riunione dei Creed (gruppo composto, tra gli altri, da tre componenti degli Alter Bridge), firmando un nuovo contratto discografico con la Universal Republic.
L'8 febbraio 2007 gli Alter Bridge hanno annunciato che la composizione dell'album è terminata. Il mese stesso, gli Alter Bridge sono entrati in studio per registrare il nuovo materiale con l'aiuto del produttore Michael "Elvis" Baskette. Attraverso il sito ufficiale del gruppo, l'11 maggio 2007 il chitarrista Mark Tremonti ha annunciato che la sessione di registrazione era stata completata, che il missaggio era stato effettuato, e che rimanevano solo un paio di piccole cose minori da fare per completare l'album.
Il 23 luglio 2007 sono stati resi noti i titoli delle tredici canzoni del disco, le date del tour e il primo singolo, Rise Today. Tre giorni dopo, sulla pagina ufficiale Myspace della band, sono state inserite due canzoni, la stessa Rise Today, in vendita dal successivo 30 luglio, e Ties That Bind. Inoltre, il 24 agosto 2007, la Universal Republic ha inserito sulla home page del suo sito ufficiale gli inediti Before Tomorrow Comes, Watch Over You, Buried Alive e Come to Life. Questi sono stati rimossi il giorno successivo, in quanto la loro presenza aveva indotto molti fan ad accedere al sito in un breve periodo di tempo. La loro accessibilità online sembra essere stato un errore da parte della Universal, ma può anche essere stata una particolare strategia di marketing.

## Composizione
Rispetto al precedente One Day Remains, Blackbird ha risentito della piena integrazione di Myles Kennedy come chitarrista e compositore. In One Day Remains la maggioranza delle canzoni erano state scritte prima che Kennedy si unisse al gruppo, mentre Blackbird è nato dallo sforzo collaborativo di Mark Tremonti e Kennedy nel processo di composizione, mentre tutti e quattro i membri della band hanno lavorato sugli arrangiamenti. Mark Tremonti ha così commentato la completa integrazione di Kennedy nella band: 
Blackbird si caratterizza anche per un approccio sonoro e lirico più duro e personale rispetto a One Day Remains, come spiegato da Kennedy:

## Pubblicazione
L'album è stato ufficialmente pubblicato il 9 ottobre 2007. La versione messa in commercio per il Regno Unito conteneva la traccia bonus We Don't Care At All, un brano disponibile anche nella versione per iTunes. Sono state anche pubblicate una versione in vendita esclusivamente su Best Buy, che conteneva due tracce bonus The Damage Done e New Way to Live, e una in vendita esclusivamente su Walmart, che conteneva un DVD bonus con interviste esclusive e un dietro le quinte sulla realizzazione dell'album.
Il 19 marzo 2009, la band ha pubblicato un libro con tutte le tablature delle canzoni dell'album. In aggiunta, Come to Life è apparsa nel videogioco musicale Guitar Hero: Van Halen e Ties That Bind sarà successivamente inserita in Guitar Hero: Warriors of Rock.

### Singoli
Rise Today è stato il primo singolo estratto dall'album. È stato pubblicato ufficialmente il 30 luglio 2007. La canzone è stata resa disponibile per il download su iTunes il giorno successivo. Il videoclip di Rise Today è stato caricato su Yahoo! il 4 ottobre 2007. Il singolo è stato pubblicato nel Regno Unito il 15 ottobre, in formato CD e 7".
Durante il concerto del 30 ottobre 2007 a Dallas, in Texas, il gruppo ha registrato un video dal vivo per un futuro singolo, Ties That Bind. È stato successivamente annunciato che Ties That Bind sarebbe stato pubblicato come singolo nel Regno Unito e che quel video sarebbe stato usato per promuovere il brano. Il 2 gennaio 2008 è stato annunciato che Watch Over You sarebbe stato il secondo singolo estratto dall'album. Del brano è stata resa disponibile anche una versione in duetto con Cristina Scabbia dei Lacuna Coil, sul Myspace degli Alter Bridge. La canzone ha ottenuto diverso successo negli Stati Uniti in quanto colonna sonora della seconda stagione di Celebrity Rehab with Dr. Drew, un reality show che mostra le star statunitensi dello spettacolo intente a uscire dalla dipendenza da alcol e droghe. In quel periodo è stata pubblicata una seconda versione del video del brano trasmessa da VH1, contenente alcune immagini tratte proprio dal reality show. Before Tomorrow Comes è stata pubblicata come quarto e ultimo singolo estratto dall'album nell'aprile del 2008, ed il terzo ad essere pubblicato negli Stati Uniti.

## Tracce
Testi e musiche di Alter Bridge.
1. Ties That Bind – 3:19
2. Come to Life – 3:52
3. Brand New Start – 4:54
4. Buried Alive – 4:35
5. Coming Home – 4:19
6. Before Tomorrow Comes – 4:06
7. Rise Today – 4:21
8. Blackbird – 7:58
9. One by One – 4:20
10. Watch Over You – 4:19
11. Break Me Down – 3:56
12. White Knuckles – 4:24
13. Wayward One – 4:47

Traccia bonus nell'edizione britannica e di iTunes
1. We Don't Care at All – 3:42

Tracce bonus nell'edizione di Best Buy
1. The Damage Done – 3:45
2. New Way to Live – 5:40

## Formazione
Gruppo
- Myles Kennedy – voce, chitarra
- Mark Tremonti – chitarra, cori
- Brian Marshall – basso
- Scott Phillips – batteria

Produzione
- Michael "Elvis" Baskette – produzione
- Dave Holdredge – ingegneria del suono
- Jeff Moll – assistenza tecnica
- Brian Sperber – missaggio
- Brian "Big Bass" Gardner – mastering
- Daniel Tremonti – copertina

## Classifiche
| Classifica (2007)          | Posizione massima |
| -------------------------- | ----------------- |
| Austria                    | 64                |
| Germania                   | 55                |
| Paesi Bassi                | 55                |
| Regno Unito                | 37                |
| Regno Unito (rock & metal) | 2                 |
| Stati Uniti                | 13                |
| Svezia                     | 56                |
| Svizzera                   | 83                |

## Date di pubblicazione
| Luogo       | Data            | Etichetta          |
| ----------- | --------------- | ------------------ |
| Irlanda     | 5 ottobre 2007  | Universal Republic |
| Regno Unito | 8 ottobre 2007  | Universal Republic |
| Stati Uniti | 9 ottobre 2007  | Universal Republic |
| Australia   | 20 ottobre 2007 | Universal Republic |
| Giappone    | 4 dicembre 2007 | Universal Republic |